# جون ديفيد
جون ديفيد (بالإنجليزية: John David)‏ هو مغني وكاتب أغاني بريطاني، ولد في 19 يناير 1946.

## وصلات خارجية
- جون ديفيد على موقع ميوزك برينز (الإنجليزية)
- جون ديفيد على موقع ديسكوغز (الإنجليزية)
- جون ديفيد على موقع ديسكوغز (الإنجليزية)